# Élections législatives de 1898 dans la Haute-Marne
Les élections législatives de 1898 ont eu lieu les 8 et 22 mai.

## Résultats à l'échelle du département
| Partis         | Partis                     | Premier tour | Premier tour | Sièges |
| Partis         | Partis                     | Voix         | %            | Sièges |
| -------------- | -------------------------- | ------------ | ------------ | ------ |
|                | Républicains progressistes | 29 434       | 51,63        | 1      |
|                | Radicaux                   | 24 275       | 42,58        | 2      |
|                | Socialistes chrétiens      | 3 297        | 5,78         | 0      |
|                |                            |              |              |        |
| Inscrits       | Inscrits                   | 71 853       | 100,00       | 3      |
| Votants        | Votants                    | 59 569       | 82,90        |        |
| Abstentions    | Abstentions                | 12 284       | 17,10        |        |
| Blancs et nuls | Blancs et nuls             | 2 563        | 4,30         |        |
| Exprimés       | Exprimés                   | 57 006       | 95,70        |        |

## Résultats par arrondissement

### Arrondissement de Chaumont
| Candidat       | Candidat                  | Parti                    | Premier tour | Premier tour |
| Candidat       | Candidat                  | Parti                    | Voix         | %            |
| -------------- | ------------------------- | ------------------------ | ------------ | ------------ |
|                | Gustave Dutailly          | Radical                  | 9 983        | 51,50        |
|                | Charles Bourlon de Rouvre | Républicain progressiste | 9 402        | 48,50        |
|                |                           |                          |              |              |
| Inscrits       | Inscrits                  | Inscrits                 | 23 252       | 100,00       |
| Votants        | Votants                   | Votants                  | 19 664       | 84,57        |
| Abstention     | Abstention                | Abstention               | 3 588        | 15,43        |
| Blancs et nuls | Blancs et nuls            | Blancs et nuls           | 279          | 1,42         |
| Exprimés       | Exprimés                  | Exprimés                 | 19 385       | 98,58        |

### Arrondissement de Langres
| Candidat       | Candidat       | Parti                    | Premier tour | Premier tour |
| Candidat       | Candidat       | Parti                    | Voix         | %            |
| -------------- | -------------- | ------------------------ | ------------ | ------------ |
|                | Léon Mougeot   | Radical                  | 14 292       | 62,80        |
|                | Cabasse        | Républicain progressiste | 8 466        | 37,20        |
|                |                |                          |              |              |
| Inscrits       | Inscrits       | Inscrits                 | 26 321       | 100,00       |
| Votants        | Votants        | Votants                  | 23 053       | 87,58        |
| Abstention     | Abstention     | Abstention               | 3 268        | 12,42        |
| Blancs et nuls | Blancs et nuls | Blancs et nuls           | 295          | 1,28         |
| Exprimés       | Exprimés       | Exprimés                 | 22 758       | 98,72        |

### Arrondissement de Vassy
| Candidat       | Candidat       | Parti                    | Premier tour | Premier tour |
| Candidat       | Candidat       | Parti                    | Voix         | %            |
| -------------- | -------------- | ------------------------ | ------------ | ------------ |
|                | Albin Rozet    | Républicain progressiste | 11 566       | 77,82        |
|                | Abbé Fèvre     | Socialiste chrétien      | 3 297        | 22,18        |
|                |                |                          |              |              |
| Inscrits       | Inscrits       | Inscrits                 | 22 280       | 100,00       |
| Votants        | Votants        | Votants                  | 16 852       | 75,64        |
| Abstention     | Abstention     | Abstention               | 5 428        | 24,36        |
| Blancs et nuls | Blancs et nuls | Blancs et nuls           | 1 989        | 11,80        |
| Exprimés       | Exprimés       | Exprimés                 | 14 863       | 88,20        |